# 索莫謝拉戰役
索莫謝拉戰役發生於1808年11月30日，是半島戰爭期間的一場戰役，由拿破崙·波拿巴直接指揮的法波聯軍強行通過瓜達拉馬山脈，以對抗駐紮在瓜達拉馬山脈中的西班牙軍隊，該軍隊志在阻止法軍進軍馬德里。馬德里以北的索莫謝拉山口，貝尼托·德·聖胡安貝尼托·德·聖·胡安率領的一支由步兵和砲兵組成的西班牙軍隊以阻止法軍進入馬德里。拿破崙在一次多兵種協同的進攻中擊潰了西班牙的陣地。這場胜利消除了通往馬德里的最後一道障礙，法軍在幾天後進入馬德里。

## 註腳
1. 1 2 3 4 5  Bodart 1908，第391頁.
2. ↑  Esdaile 2003，第109頁.